# They Live by Night
They Live by Night är en svensk popgrupp från Göteborg, bildad 2004.
Bandet bildades hösten 2004 och spelade in en första demo som gav dem skivkontrakt med Razzia Records och senare blev deras första Ep. 
I mars 2007 kom deras första album Art and Wealth. Under sommaren samma år splittrades bandet. Några månader senare återuppstod de, dock utan keyboardisten Robin Danielsson. Den återstående trion Joel Sjöö, Christofer Byström och Martin Andersson spelade in ett nytt, självbetitlat album som släpptes på Razzia Records den 22 oktober 2008.
På Grammisgalan 2009 vann bandet MTV-priset för bästa video för Catching Up, regisserad av Senay & Kolacz.

## Diskografi

### Stuioalbum
- Art and Wealth (Razzia Records, 2007)

1. "Factory"
2. "School"
3. "The Violent Kind"
4. "Truth or Dare"
5. "Ode to Band"
6. "Coast to Coast"
7. "Dear Mother"
8. "The Fire"
9. "The Phantom"
10. "Spring Exhibition"
11. "Boxing Day"

- They Live by Night (Razzia Records, 2008)

1. "Catching Up"
2. "Meaningless Repair"
3. "Endless Summer"
4. "Standing by the Sea"
5. "When You Were Alone"
6. "Far Away"
7. "Poor Little You"
8. "Ctrl+Alt+Del My Heart"
9. "Excuse My Troubling You"
10. "Walking to Ward K3"
11. "Still We Are Young"

### EP
- They Live by Night EP, även kallad Truth or Dare EP (september 2005, Razzia Records)

1. "Truth or Dare"
2. "Saint"
3. "Night Out"
4. "School"
5. "House of Addicts"

### Singlar
- Factory (Razzia Records, 2007)
- Endless Summer (Razzia Records, 2008)
- Catching Up / Endless Summer (I Always Wanted A Pony! Remix) (Razzia Records, 2008)

### Samlingsalbum
- Oh No...It's Christmas! vol 1, med låten "Lucia (I Deserve Some Candles In My Hair)" (Razzia Records, 2006)
- There's A Razzia Going On vol 1, med låten "Meaningless Repair" (Razzia Records, 2008)